# Stefan von und zu Liechtenstein
Stefan von und zu Liechtenstein (nome completo in tedesco Stefan Carl Manfred Alfred Alexander Joseph Maria; Klagenfurt am Wörthersee, 14 novembre 1961) è un diplomatico liechtensteinese.

## Biografia

### Studi e matrimonio
È nato nel 1961 con il gemello Christian, figlio del principe Alexander (1929-2012) e di Josephine zu Löwenstein-Wertheim-Rosenberg (1937). Ha un fratello minore di nome Emanuel (1964) ed è un lontano parente di Giovanni Adamo II.
Trascorse l'infanzia nella tenuta di famiglia a Rosegg. Studiò in Carinzia e dal 1980 economia aziendale all'Università di Innsbruck, laureandosi all'inizio del 1987. Oltre al tedesco, conosce l'italiano e l'inglese.
Il 18 giugno 1988 sposò a Vienna la contessa Florentine von Thun-Hohenstein (1963), figlia di Romedio (1934) e di Sophia von Cassis-Faraone (1936).

### Carriera
Nel 1988 cominciò a lavorare per l'UBS, prima a Zurigo fino al 1991 e poi a Francoforte sul Meno come direttore del Dipartimento del mercato dei capitali, fino al 1995. Da tale anno gestì con uno dei suoi fratelli un progetto turistico nella tenuta di famiglia, fino al 2001, e tenne incontri per famiglie cristiane in Germania e Austria, fino al 2008.
Dal giugno 2001 al giugno 2007 ricoprì la carica di ambasciatore del Liechtenstein in Svizzera. Dal marzo di quest'ultimo anno fu accreditato anche in Germania, fino al luglio del 2017, anno in cui divenne ambasciatore alla Santa Sede in successione al principe Nikolaus.
Nel 2015 fondò il progetto Liechtenstein Languages (LieLa) per migliorare l'insegnamento delle lingue e favorire l'integrazione dei migranti in Europa e nel 2016 divenne presidente della Stiftung Liechtenstein Languages. È stato anche istruttore di formatori linguistici in Germania, Austria e Svizzera, con un metodo di insegnamento sviluppato in Liechtenstein che ha istruito più di 300 formatori tra il 2016 e il 2018.
Nel 2020 divenne presidente del consiglio di amministrazione della non più attiva Augustus Intelligence, un'azienda informatica negativamente nota per l'attività di lobbying che vi portò avanti il politico tedesco Philipp Amthor.

#### Controversie
Nel 2008 scoppiò uno scandalo economico con al centro un massimo di 1000 ricchi tedeschi accusati di evasione fiscale attraverso conti bancari depositati in Liechtenstein.
Caspar von Hauenschild, membro del consiglio di Trasparency (un'organizzazione contro la corruzione), accusò il principato di favoreggiamento fiscale, esortandolo ad abbandonare le leggi sul segreto bancario. Il principe Stefan, allora ambasciatore in Germania, controbatté affermando che il sistema legale del paese non sarebbe cambiato, in modo da continuare a perseguire "la protezione della privacy dei cittadini".

## Discendenza
Stefan von und zu Liechtenstein e Florentine von Thun-Hohenstein hanno due figli e due figlie:
- Principe Lukas Romedio Alexander Alfred Antonius Stephan Maria (27 aprile 1990);
- Principe Konrad Emanuel (15 febbraio 1992);
- Principessa Anna Maria Carolina (24 agosto 1994);
- Principessa Rita (27 marzo 1999).

## Titoli e trattamento
- 14 novembre 1961 - 26 ottobre 1993: Sua Altezza Serenissima, il principe Stefan von und zu Liechtenstein
- 26 ottobre 1993 - attuale: Sua Altezza Serenissima, il principe Stefan von und zu Liechtenstein, conte di Rietberg

## Ascendenza
|                                                 |                                          |                                                | Genitori                                      |  |  | Nonni |  |  | Bisnonni                                 |  |  | Trisnonni                                   |  |
|                                                 |                                          |                                                |                                               |  |  |       |  |  | Friedrich Aloys von und zu Liechtenstein |  |  | Maria Johann Aloys von und zu Liechtenstein |  |
|                                                 |                                          |                                                |                                               |  |  |       |  |  | Friedrich Aloys von und zu Liechtenstein |  |  | Maria Johann Aloys von und zu Liechtenstein |  |
|                                                 |                                          | Anna Auguste Franziska von Degenfeld-Schonburg |                                               |  |  |       |  |  | Friedrich Aloys von und zu Liechtenstein |  |  |                                             |  |
| Alfred von und zu Liechtenstein                 |                                          |                                                |                                               |  |  |       |  |  | Friedrich Aloys von und zu Liechtenstein |  |  |                                             |  |
|                                                 |                                          | Maria Apponyi de Nagy-Appony                   | Geza Apponyi de Nagy-Appony                   |  |  |       |  |  |                                          |  |  |                                             |  |
|                                                 |                                          | Maria Apponyi de Nagy-Appony                   | Geza Apponyi de Nagy-Appony                   |  |  |       |  |  |                                          |  |  |                                             |  |
|                                                 |                                          | Maria Apponyi de Nagy-Appony                   | Paula Szechenyi de Sarvar et Felsövidek       |  |  |       |  |  |                                          |  |  |                                             |  |
| Alexander von und zu Liechtenstein              |                                          | Maria Apponyi de Nagy-Appony                   |                                               |  |  |       |  |  |                                          |  |  |                                             |  |
|                                                 |                                          | Manfred von Collalto und San Salvatore         | Octavian von Collalto und San Salvatore       |  |  |       |  |  |                                          |  |  |                                             |  |
|                                                 |                                          | Manfred von Collalto und San Salvatore         | Octavian von Collalto und San Salvatore       |  |  |       |  |  |                                          |  |  |                                             |  |
|                                                 |                                          | Manfred von Collalto und San Salvatore         | Anna zu Solms-Hohensolms-Lich                 |  |  |       |  |  |                                          |  |  |                                             |  |
| Polixena Therese von Collalto und San Salvatore |                                          | Manfred von Collalto und San Salvatore         |                                               |  |  |       |  |  |                                          |  |  |                                             |  |
|                                                 |                                          | Thekla zu Ysenburg und Büdingen                | Bruno di Ysenburg e Büdingen                  |  |  |       |  |  |                                          |  |  |                                             |  |
|                                                 |                                          | Thekla zu Ysenburg und Büdingen                | Bruno di Ysenburg e Büdingen                  |  |  |       |  |  |                                          |  |  |                                             |  |
|                                                 |                                          | Thekla zu Ysenburg und Büdingen                | Bertha zu Castell-Rüdenhausen                 |  |  |       |  |  |                                          |  |  |                                             |  |
| Stefan von und zu Liechtenstein                 |                                          | Thekla zu Ysenburg und Büdingen                |                                               |  |  |       |  |  |                                          |  |  |                                             |  |
|                                                 | Aloisio di Löwenstein-Wertheim-Rosenberg | Carlo I di Löwenstein-Wertheim-Rosenberg       |                                               |  |  |       |  |  |                                          |  |  |                                             |  |
|                                                 | Aloisio di Löwenstein-Wertheim-Rosenberg | Carlo I di Löwenstein-Wertheim-Rosenberg       |                                               |  |  |       |  |  |                                          |  |  |                                             |  |
|                                                 | Aloisio di Löwenstein-Wertheim-Rosenberg | Sofia del Liechtenstein                        |                                               |  |  |       |  |  |                                          |  |  |                                             |  |
| Carlo II di Löwenstein-Wertheim-Rosenberg       | Aloisio di Löwenstein-Wertheim-Rosenberg |                                                |                                               |  |  |       |  |  |                                          |  |  |                                             |  |
|                                                 |                                          | Josephine Kinsky von Wchinitz und Tettau       | Friedrich Karl Kinsky von Wchinitz und Tettau |  |  |       |  |  |                                          |  |  |                                             |  |
|                                                 |                                          | Josephine Kinsky von Wchinitz und Tettau       | Friedrich Karl Kinsky von Wchinitz und Tettau |  |  |       |  |  |                                          |  |  |                                             |  |
|                                                 |                                          | Josephine Kinsky von Wchinitz und Tettau       | Sophie Maria Manuela von Mensdorff-Pouilly    |  |  |       |  |  |                                          |  |  |                                             |  |
| Josephine zu Löwenstein-Wertheim-Rosenberg      |                                          | Josephine Kinsky von Wchinitz und Tettau       |                                               |  |  |       |  |  |                                          |  |  |                                             |  |
|                                                 |                                          | Eduardo Rignon                                 | Felice Rignon                                 |  |  |       |  |  |                                          |  |  |                                             |  |
|                                                 |                                          | Eduardo Rignon                                 | Felice Rignon                                 |  |  |       |  |  |                                          |  |  |                                             |  |
|                                                 |                                          | Eduardo Rignon                                 | Luisa Perrone di San Martino                  |  |  |       |  |  |                                          |  |  |                                             |  |
| Carolina dei Conti Rignon                       |                                          | Eduardo Rignon                                 |                                               |  |  |       |  |  |                                          |  |  |                                             |  |
|                                                 |                                          | Marie Nicolis                                  | Carlo Felice Nicolis                          |  |  |       |  |  |                                          |  |  |                                             |  |
|                                                 |                                          | Marie Nicolis                                  | Carlo Felice Nicolis                          |  |  |       |  |  |                                          |  |  |                                             |  |
|                                                 |                                          | Marie Nicolis                                  | Edmée von Clary und Aldringen                 |  |  |       |  |  |                                          |  |  |                                             |  |
|                                                 |                                          | Marie Nicolis                                  |                                               |  |  |       |  |  |                                          |  |  |                                             |  |